# Bruno Gesche
Bruno Gesche (Berlino, 5 novembre 1905 – Hannover, 7 agosto 1982) è stato un militare tedesco delle SS, membro dell'entourage di Adolf Hitler e quarto comandante delle guardie del corpo di Hitler (inizialmente conosciuto come SS-Begleitkommando des Führers, poi Führerbegleitkommando) per i periodi giugno 1934 - aprile e dicembre 1942 - dicembre 1944.

## Biografia

### Primi anni di carriera
Le aspirazioni di Gesche a diventare un ufficiale dell'esercito tedesco si distrussero con l'introduzione del Trattato di Versailles, che poneva stringenti limiti all'esercito del dopoguerra (Reichswher), e a causa della sua limitata istruzione. Nel 1922 Gesche si unì al partito nazista e alla sua ala paramilitare, le SA. L'essersi unito al partito nazista gli procurò la perdita del posto di lavoro in banca, nel 1923. All'interno del partito nazista Gesche ebbe la qualifica di Alter Kämpfer (membro nº 8592 della NSDAP). Nel 1927 Gesche lasciò le SA per unirsi alle SS, a suo tempo ancora subordinate alle SA (membro nº 1093 delle SS).

### SS-Begleitkommando des Führers
Il 29 febbraio 1932, dietro consiglio di Heinrich Himmler, Hitler scelse otto uomini tra dodici candidati presentatigli da Sepp Dietrich affinché costituissero la sua scorta personale, ovvero il SS-Begleitkommando des Führers. Uno degli uomini selezionati da Hitler fu proprio Bruno Gesche. Ma nel giro di poco, Gesche si attirò contro l'ira di Himmler. Nonostante ciò, l'attaccamento di Hitler verso Gesche (nato dalla lunga permanenza di Gesche all'interno del partito nazista) determinò la sua salvezza, che durò praticamente per tutta la durata della Germania nazista.

#### Conflitti con Himmler
Il primo incidente tra Gesche e Himmler nacque come risultato di una critica che il primo mosse contro i dettagli sulla sicurezza che erano stati prodotti da un'altra unità delle SS in occasione di un discorso di Hitler a Selb il 14 ottobre 1932. Himmler lo percepì come un affronto personale. Sia Himmler che il comandante del gruppo sud delle SS, richiesero che Gesche fosse degradato e rimosso dall'SS-Begleitkommando des Führers, tuttavia Hitler ordinò che Gesche ricevesse solo un rimprovero.
Nel 1934 Himmler però riuscì ad ottenere la rimozione di Kurt Glidisch, terzo comandante dell'SS-Begleitkommando e superiore di Gesche. Nel 1936 Glidisch fu rimosso dalle SS così come dal NSDAP per continui casi di ubriachezza. Conseguentemente Gesche assunse il comando dell'SS-Begleitkommando nel giugno 1934. In seguito l'unità fu espansa e divenne nota come Führerbegleitkommando.
In un'altra occasione nel 1935, Himmler nel tentativo di consolidare la propria autorità, ordinò la sospensione dei salari delle guardie del corpo di Hitler. Gesche reagì chiedendo aiuto al comandante del reggimento di guardie del corpo di Hitler (1. SS-Panzer-Division Leibstandarte SS Adolf Hitler), Sepp Dietrich, che fu in grado di annullare l'ordine di Himmler.
Basandosi sulle frequenti intossicazioni di Gesche, Himmler inasprì i requisiti necessari per i soldati delle SS, vietando il consumo di alcol oltre certi limiti prestabiliti. Dopo aver ottenuto evidenza che Gesche violava tali limiti, Himmler ottenne il 26 settembre 1938, una dichiarazione firmata da Gesche con la quale egli prometteva di astenersi dal consumo di alcol per tre anni e in caso non avesse rispettato tale promessa sarebbe stato espulso dalle SS. Dopo pochi mesi Himmler rimosse tale divieto. Ancora una volta l'affezione di Hitler verso Gesche riuscì a far sì che Himmler cambiasse idea.

#### Seconda guerra mondiale
Nei primi mesi del 1942, dopo un'altra bevuta, Gesche estrasse la propria pistola e minacciò un ufficiale delle SS. Dopo che Himmler fu informato dei fatti, nemmeno il rapporto con Hitler lo poté salvare dall'ira del Reichsführer-SS. Gesche fu rimosso dal comando del Führerbegleitkommando e gli fu richiesto nuovamente di astenersi dal consumo di alcol per tre anni. Gesche fu trasferito sul fronte orientale e assegnato alle Waffen-SS, 5. SS-Panzer-Division "Wiking". Servì nei ranghi del 1./SS-Panzer-Jäger-Abteilung 5. La 5. SS combatté contro i sovietici per sottrarre loro il controllo del Caucaso, regione ricca di petrolio. Prima del collasso della 6. Armee a Stalingrado, Gesche fu prelevato dal fronte a seguito delle ferite riportate in combattimento. Hitler fu molto soddisfatto della performance di Gesche, tanto da farlo ritornare nel dicembre 1942 al comando del Führerbegleitkommando. Inoltre Hitler decretò che nessun uomo che avesse servito nello staff del quartier generale di Hitler sarebbe stato mandato sul fronte orientale, per paura che un'eventuale cattura e interrogatorio da parte dei sovietici, avrebbero potuto portare a rivelare informazioni sulla sicurezza personale di Hitler.
Nel dicembre 1944 Gesche cessò di essere il comandante del Führerbegleitkommando a seguito di un incidente nel quale egli, ubriaco ancora una volta, sparò contro uno dei suoi commilitoni. Nel rimprovero fu scritto:
(Heinrich Himmler)
Dopo che Gesche fu degradato di nove gradi, passando da SS-Obersturmbannführer a SS-Unterscharführer, Franz Schädle fu promosso a comandante del Führerbegleitkommando. L'assegnazione di Gesche alla nota unità punitiva delle SS, la Dirlewanger, a quello stadio della guerra, era in tutti i sensi una condanna a morte. Sebbene Hitler non fosse intervenuto direttamente, lo fecero alcuni membri delle SS. Hermann Fegelein e Maximilian von Herff riuscirono a far riconoscere che l'assegnazione alla Dirlewanger (che stava operando sul fronte orientale) era in netto contrasto con le disposizioni di Hitler, che vietavano espressamente schieramenti su quel fronte. Da quel momento, nonostante l'assegnazione alla Dirlewanger equivalesse ad una condanna a morte, non fu mai più riassegnato al Führerbegleitkommando. Invece fu riassegnato alla 16. SS-Panzergrenadier-Division "Reichsführer-SS", nel 5./SS-Panzer-Grenadier-Regiment 35, che si arrese agli americani in Italia nel 1945.

### Ultimi anni
Secondo i registri conservati alla Deutsche Dienststelle, l'ultima data nota di reclusione presso gli Alleati occidentali sarebbe il 22 marzo 1947.